# An Rutgers van der Loeff
An Rutgers van der Loeff-Basenau (Amsterdam, 15 marzo 1910 – Laren, 19 agosto 1990) è stata una scrittrice olandese, conosciuta essenzialmente come scrittrice per la gioventù.

## Biografia
Figlia del batteriologo Jacob Basenau e della scrittrice e traduttrice Nora Goemans, Anneke Basenau studiò al Barlaeus Gymnasium e seguì poi i corsi di lingue classiche all'Università di Amsterdam. Dopo il suicidio del padre nel 1929, lasciò gli studi per dare lezioni e aiutare sua madre nel lavoro di traduttrice. Nel 1934 sposò il suo compagno di studi Michaël Rutgers van der Loeff, con il quale ebbe due figli e due figlie.
Nel 1941 esordì con una biografia su sua madre scritta insieme a lei dal titolo Het oude huis en wij. Il successo le venne però nel 1949 con la pubblicazione del libro per la gioventù De kinderkaravaan tradotto in italiano nel 1973 con il titolo Ragazzi sulla pista dell'Oregon. Tratto essenziale del suo lavoro di scrittrice è la volontà di costruire ponti tra le diverse culture, promuovendone la conoscenza. A questo scopo, la sua opera è caratterizzata da una grande preparazione, ottenuta sia attraverso i viaggi, sia attraverso un rigoroso lavoro di ricerca.
I romanzi di An Rutgers van der Loeff sono stati tradotti in molte lingue straniere. In italiano è disponibile in aggiunta al già citato Ragazzi sulla pista dell'Oregon anche il romanzo Uomo o lupo, originariamente pubblicato in olandese nel 1951 con il titolo Mens of wolf.

## Riconoscimenti
An Rutgers van der Loeff ha ricevuto importanti premi letterari per la letteratura giovanile nei Paesi Bassi, in Germania e in Austria e nel 1976 è stata insignita, per il suo contributo alla letteratura giovanile dei Paesi Bassi, del titolo di Cavaliere dell'Ordine d'Orange Nassau, la massima onorificenza nazionale.

### In Italiano
- Ragazzi sulla pista dell'Oregon, Bergamo, Janus 1973.
- Uomo o lupo, Torino, SEI 1975.

### In Olandese
- Het oude huis en wij (1941)
- Van een dorp, een jongen en een orgel (1945)
- De kinderkaravaan (1949)
- Mens of wolf? (1951)
- Amerika: pioniers en hun kleinzoons (1951)
- Terugkeer (1952)
- Rossy, dat krantenkind (1952)
- Brieven aan een zieke jongen, of Het verhaal van de hond Max (1953)
- Voor een kans op geluk: de vaart van de 'Miss Jane'  (1953)
- Lawines razen (1954)
- Jimmy en Ricky (1955)
- Het licht in je ogen (1956)
- Je bent te goed, Giacomo (1957)
- Konijne-Japie (1957)
- Ze verdrinken ons dorp (1957)
- Morgen is de toekomst (1957)
- Het verloren koffertje (1958)
- Dát zijn M-brigadiers (1959)
- Gideons reizen (1960)
- Het wilde land (1961)
- Ieders lande (1961)
- Alleen tegen alles: sluitstuk van een puberteit (1962)
- Steffos en zijn paaslam (1962)
- Vlucht Wassilis, vlucht! (1962)
- Het witte huis in het groen (1962)
- Bevrijdingsspel 1813 (1963)
- Kinderen van 1813 (1963)
- Een vlinder achterna (1964), illustraties Mance Post
- Vlucht uit de poolnacht (1964)
- Alles om een speelplaats (1965)
- Als je zou durven (1965)
- De Elfstedentocht: grote dag in Holland (1965)
- August en Roosje (1966)
- Lieverdjes en ijzervreters (1966)
- Vriend of vijand (1966)
- Vals spoor in Waterland. Een speurdersverhaal (1967)
- Het uur van de Scapinezen: een onwaar verhaal waar veel waars in zit (1968)
- Met open ogen (1969)
- Je bent te goed, Giacomo en Terugkeer (1969)
- Donald (1969)
- Wrak onder water (1970)
- Het wilde land; Iedersland (1970)
- Gewoon in het ongewone: een verhaal over jonge vrijwilligers in ontwikkelingswerk in Afrika (1971)
- Ik ben Fedde (1972)
- Het kerstverhaal (1975)
- Mijn tuin - klein erfgoed (1977)
- Morgen is de toekomst (1980)
- Die man daar is mijn vader (1981)
- Verlangen naar vrijheid (1982)
- Een rare zaak (1983)
- De lieverdjes Plok (1983)
- Een snoer parels (1984)
- Je geld of je leven (1985)
- De seizoenen van mijn leven (1985)